# Stener Johannes Stenersen

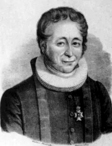
Stener Johannes Stenersen.

Stener Johannes Stenersen, född 18 augusti 1789 och död 17 april 1835 i Kristiania, där han från 1818 verkade som professor i teologi. Psalmförfattare representerad i danska Psalmebog for Kirke og Hjem.

## Psalmer
- Befal du dine veje, översatte 1826 Paul Gerhardts tyska psalm till norska.